# Lufthansa-Flug 540

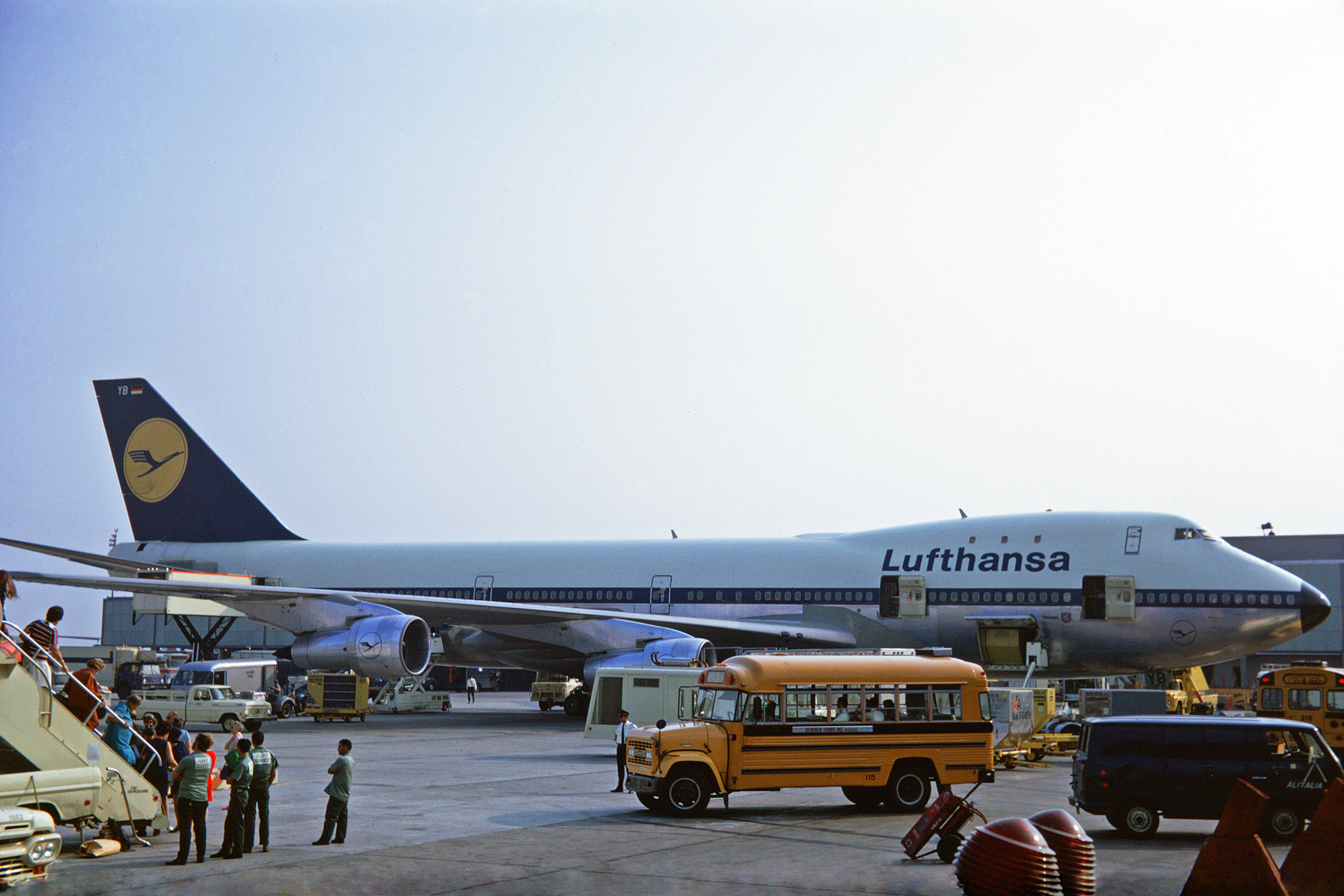
Lufthansa B747-130 D-ABYB Hessen im Jahr 1970

Lufthansa-Flug 540 war ein Linienflug der Lufthansa von Frankfurt nach Johannesburg mit einer Zwischenlandung in Nairobi. Am 20. November 1974 stürzte die eingesetzte Boeing 747-130 kurz nach dem Start vom Nairobi Embakasi Airport (seit 1978 Jomo Kenyatta International Airport) aus geringer Höhe ab, wobei 59 der 157 Insassen ums Leben kamen. Von den 98 Überlebenden blieben 73 nahezu unverletzt.

## Flugzeug
Die vierstrahlige Boeing 747 mit der Werknummer 19747/29 wurde am 13. April 1970 mit dem Luftfahrzeugkennzeichen D-ABYB neu an die Lufthansa ausgeliefert, die ihr den Taufnamen Hessen gab. Der „Jumbo-Jet“ war die zweite an Lufthansa ausgelieferte 747 und zum Unfallzeitpunkt viereinhalb Jahre alt.

## Unfallverlauf
Nach einem Wechsel der Besatzung sollte Flug 540 kurz vor 8 Uhr morgens Ortszeit in Nairobi unter der Führung von Flugkapitän Christian Krack in Richtung Johannesburg starten. Die fliegerische Abwicklung der Strecke oblag dem Kopiloten Joachim Schacke. Das Abfluggewicht der 747 lag bei 254 Tonnen und damit weit unterhalb des maximalen Abfluggewichts.
Nach dem Abheben von Runway 24 stellten sich heftige Vibrationen ein, die von den Piloten als Problem eines der vier Triebwerke interpretiert wurden. Das Fahrwerk wurde daraufhin eingefahren und der Anstellwinkel des Flugzeuges verringert, um auch mit weniger Triebwerksleistung steigen zu können. Der das Flugzeug führende Copilot bemerkte dennoch einen vollständigen Verlust der Beschleunigung und konnte die Maschine deswegen nicht in der Luft halten. 1120 Meter hinter dem Ende der Startbahn kam es zur ersten Bodenberührung, ca. 100 Meter weiter begann die Maschine auseinanderzubrechen. Der hintere Teil des Flugzeugs brach hinter der Flügelwurzel, etwa zwischen Tür 3 und 4, infolge des Aufschlags mit hohem Winkel ab.
Durch die Reibungshitze, große Treibstoffmengen in den darunterliegenden Tanks und die heißen Triebwerksdüsen an den Tragflächen fing diese Sektion Feuer. Nahezu keine der Personen in dieser Sektion überlebte. Die vordere Hälfte der Maschine überstand den Aufschlag mit deutlich geringeren Schäden, was fast allen dort befindlichen Passagieren die Flucht über Notrutschen oder sonstige Öffnungen im Flugzeugrumpf ermöglichte. In der Hauptsache kam es hier zu Rückenverletzungen infolge des Aufschlags. Das Oberdeck mit dem Cockpit der 747 und der Bordbar, in der sich während der Startphase niemand aufhalten durfte, brach beim Aufschlag auf das Unterdeck durch, verletzte dort aber niemanden. Die dreiköpfige Cockpitbesatzung konnte sich retten.
Zu den Überlebenden des Absturzes gehörte Wolfgang Vaerst, der damalige Vorstandschef der Deutschen Bundesbahn.

## Ursachen und Folgen
Als Unfallursache wurde das Nichtausfahren der Krügerklappen festgestellt. Diese Auftriebshilfen hätten zu deutlich mehr Auftrieb in der Startphase geführt. Obwohl der Wahlhebel auf Ausfahren stand, verblieben die Vorflügel in der eingefahrenen Position, da das separat zu aktivierende, pneumatische Ausfahrsystem von der Besatzung nicht aktiviert worden war. In der Kürze der Zeit wurde dieser Fehler nicht bemerkt. Die Schuld wurde letztendlich auf Lufthansa (wegen des inkorrekten Abarbeitens der Checklisten durch die Besatzung) und Boeing (wegen der nicht ausreichenden Sicherheitsvorkehrungen gegen Fehlbedienung) verteilt.
Als Folge dieses Unfalls führte Boeing ein Warnsignal ein und koppelte das Ausfahren der Krügerklappen an die Bedienung der Schubregler, sodass die Hochauftriebsklappen nur zusammen mit den Slats bedient werden können.
Die Lufthansa warf dem 53-jährigen Kapitän und dem 51-jährigen Flugingenieur Rudi Hahn schwere Bedienungsfehler vor. Beiden wurde fristlos gekündigt, ein Arbeitsgericht hob die Kündigung aber auf, weil zum Zeitpunkt der Kündigung kein offizieller Untersuchungsbericht vorlag, der einen technischen Defekt hätte ausschließen können.
Ein Strafverfahren wurde nur gegen den Flugingenieur eingeleitet, der möglicherweise einen Zapfluftschalter falsch bedient haben sollte. Der Prozess endete 1981 mit einem Freispruch für Hahn.
Vierzig Jahre nach dem Absturz, 2014, berichtete der Journalist Jens M. Lucke in der WELT am Sonntag, dass die Lufthansa bereits fünf Monate vor dem Absturz auf einer eigens von der British Airways einberufenen Sonderkonferenz in London über die Absturzgefahr und die Notwendigkeit, ein akustisches Warnsignal in die Jumbo-Jets einzubauen, informiert wurde, aber, anders als die British Airways und die KLM, nichts unternahm. Außerdem berichtete er, dass das Bundesverkehrsministerium, als es nach dem Absturz hiervon Kenntnis erhielt, diese Information als „Verschlusssache nur für den Dienstgebrauch“ vor der Öffentlichkeit verbarg. Ferner stellt der Bericht fest, dass die Unglücksmaschine von Nairobi bereits drei Tage vorher in Hongkong dieselben Probleme beim Start hatte und dies der Lufthansa in Frankfurt gemeldet wurde, ohne dass diese reagierte.
Trotz des Unfalls und der damit folgenden Imageschäden für den Flugzeugnamen Hessen vergab die Lufthansa diesen wieder an eine Boeing 747-400, die 1998 abgeliefert wurde. Das Luftfahrzeugkennzeichen D-ABYB hat die Lufthansa hingegen nicht mehr für eine Maschine beim Luftfahrt-Bundesamt beantragt, obwohl die Buchstabenfolge D-ABY… bei der Einführung der Version 747-8 verwendet wurde.